# 1970-es Vuelta ciclista a España
Az 1970-es Vuelta ciclista a España volt a 25. spanyol körverseny. 1970. április 23-a és május 12-e között rendezték. A verseny össztávja 3568 km volt, és 19 szakaszból állt. Végső győztes az spanyol Luis Ocaña lett.

## Végeredmény
|    | Versenyző                       | Csapat                    | Idő           |
| -- | ------------------------------- | ------------------------- | ------------- |
| 1  | Luis Ocaña                      | Bic                       | 89 óra 57' 12 |
| 2  | Augustín Tamames                | Werner                    | 1' 18         |
| 3  | Herman van Springel             | Mann-Grundig              | 1' 27         |
| 4  | Jesus Manzaneque Sanchez        | Werner                    | 1' 27         |
| 5  | Willy In 't Ven                 | Mann-Grundig              | 2' 00         |
| 6  | Francisco Galdos Gauna          | Kas-Kaskol                | 3' 07         |
| 7  | Miguel Maria Lasa Orguia        | La Casera-Pena Bahamontes | 3' 09         |
| 8  | Joaquin Galera Magdelano        | La Casera-Pena Bahamontes | 3' 15         |
| 9  | Luis-Pedro Santamarina Antonana | Werner                    | 3' 50         |
| 10 | Juan-Manuel Santisteban         | Karpy                     | 4' 15         |